# Die Kartenschlägerin
Die Kartenschlägerin ist eine Operette in einem Akt von Franz von Suppè. Als Librettist ist nur das Pseudonym „N.N.“ bekannt. Die Uraufführung fand am 26. April 1862 statt.
Franz von Suppès zweite Operette wurde zum Misserfolg. Noch für das Theater an der Wien konzipiert, musste sie wegen Konkurses für das Theater am Franz-Josefs-Kai, zu dem Suppé zusammen mit seinem Pleite gegangenen Direktor wechselte, umgeschrieben werden. Diese Umarbeitung konnte letztlich einige vor Ort vorhandene Probleme nicht lösen. Die Musik galt als „zu schwer für die Kräfte des Hauses“ und gerade auch für die Titelpartie war keine geeignete Sängerin vorhanden. Aber auch das Textbuch des anonymen Verfassers N.N. stand erheblich in der Kritik. Es sei „ebenso unwahrscheinlich und unsinnig wie die meisten Offenbach‘schen“ gewesen, habe aber nicht wie diese „etwas Pikantes, Interessantes oder wenigstens etwas Lustiges und Tolles“ gehabt.
Zwei Jahre später hat Suppé die Operette für eine Aufführung in Graz, nun mit dem Titel Pique Dame umgearbeitet. Die Ouvertüre wurde wohl beibehalten, daher wird sie heute noch oft mit beiden Titeln angezeigt.